# Filon Aleksandrijski
Filon Aleksandrijski (Filon Židov, latinizirano Philo Iudaeus ili Philo Alexandrinus; Aleksandrija, oko 25. pr. Kr. – oko 40.), židovski helenistički filozof. 

## Životopis
Rođen je u bogatoj i utjecajnoj aleksandrijskoj židovskoj obitelji. Tražeći kompromis između židovske religije i helenističkog shvaćanja života i filozofije, a osobito svojim učenjem o logosu, pripremio je tlo za zbližavanje kršćanske teologije i grčke filozofije. Logos je posrednik između Boga i prirode, kao i između Boga i čovjeka. Logos je i jedinorođeni Sin Božji, temelj cjelokupnog moralnog života. Njegova filozofija je prisutna i u Knjizi Mudrosti, koja je dio Staroga zavjeta. Njegova misao imala je dva temeljna cilja: razumsko objašnjenje Biblije i obrana židovske religije pred poganima.

## Izbor iz djela

#### Egzegetska djela
- De opificio mundi
- De specialibus legibus
- Legum Allegoria
- De Abrahamo
- De vita Mosis
- De fuga
- Quis rerum diviniarum heres sit

#### Filozofska djela
- De providentia
- Quod omnis probus sit liber
- De incorruptibilitate mundi
- Ipothetica